# Marco Gavazzi
Marco Gavazzi (Manerbio, 25 novembre 1980) è un ex rugbista a 15 italiano, tallonatore.

## Carriera
Nato e cresciuto nelle file del Rugby Calvisano, ha da sempre vestito i colori della compagine bresciana, conquistando con lei i primi tre scudetti e le prime due Coppe Italia (la seconda denominata Trofeo Eccellenza) della storia giallo-nera.

## Palmarès
- Campionati italiani: 3
Calvisano: 2004-05, 2007-08, 2011-12
- Coppe Italia: 1
Calvisano: 2003-04
- Trofei Eccellenza : 1
Calvisano: 2011-12